# 長江大橋北駅
長江大橋北駅（ちょうこうだいきょうきたえき）は、中華人民共和国江蘇省南京市浦口区大橋北路、浦珠北路と江山路の交差点にある、南京地下鉄S8号線の駅である。11号線と乗り入れ、両路線の接続駅となっている予定。

## 駅名
事業着手当初は南京地下鉄集団は「大橋駅」の仮称を用いており、2019年11月28日に「大橋北路駅」を駅名として第一次公示され、2020年1月18日に第一次公示のより駅名が「長江大橋北駅」に決定したことが発表された。

## 歴史
- 2022年9月30日S8号線の駅として開業。

## 駅構造

### のりば
| 番線 | 路線             | 方面                                  | 行先          |
| ---- | ---------------- | ------------------------------------- | ------------- |
|      | 南京地下鉄S8号線 | 柳洲南路 方面                         | 浦口公園 行き |
|      | 南京地下鉄S8号線 | 鳳凰山公園・沈橋・八百橋・金牛湖 方面 | 天長 行き     |

### 改札・出入口
- 1号出入口：

## 駅周辺
- 南京橋北バスタミナール
- 橋北浜江生態公園
- 南京長江大橋

## 隣の駅
南京地下鉄
■S8号線
柳洲南路駅- 長江大橋北駅-毛紡廠路駅
■11号線
南浦路駅- 長江大橋北駅-柳洲路駅